# Pesto (singolo)
Pesto è un singolo del cantautore italiano Calcutta, pubblicato il 2 febbraio 2018 come secondo estratto dal terzo album in studio Evergreen. Sulle radio, il singolo è uscito il 2 marzo dello stesso anno.

## Descrizione
Il brano è stato registrato, missato e masterizzato all’Alpha Dept. Studio di Castel Maggiore (hinterland bolognese) dal tecnico del suono Andrea Suriani, che in questo pezzo suona anche il pianoforte.

## Video musicale
Il videoclip è stato pubblicato sul canale YouTube di Bomba Dischi il 4 febbraio 2018 ed è stato scritto e girato da Francesco Lettieri, mentre la fotografia è stata curata da Giuseppe Truppi. È ambientato sul litorale di Fiumicino al tramonto e narra la fine di una storia d’amore, con l'ultima chiamata da una cabina telefonica.
Intervistato da Linkiesta qualche giorno dopo l'uscita del video, alla domanda specifica riguardante i riferimenti contenuti nel video, il regista Francesco Lettieri ha raccontato di averlo voluto ambientare negli anni '90.
Cast: Riccardo De Filippis, Alida Baldari Calabria, Matteo De Liberato, Rossano Ciriciofolo 

## Tracce
1. Pesto – 3:27

## Classifiche
| Classifica (2018) | Posizione |
| ----------------- | --------- |
| Italia            | 10        |